# Torre Titania
Torre Titania è un grattacielo di Madrid in Spagna ed è il dodicesimo più alto nonché il più grande centro commerciale del paese.
La costruzione iniziò a metà 2007 dopo l'incendio della Torre Windsor, che era l'edificio che occupava in precedenza il sito. L'interno, che ospita i negozi El Corte Inglés, è stato completato nell'ottobre 2011 e la facciata alla fine del 2013.
Ha 23 piani e un'altezza di 104 metri e si trova in Calle Raimundo Fernández Villaverde nel complesso economico AZCA.